# Loch Libo
Loch Libo är en sjö i Storbritannien.   Den ligger i riksdelen Skottland, i den centrala delen av landet, 500 km nordväst om huvudstaden London. Loch Libo ligger 119 meter över havet. Trakten runt Loch Libo består i huvudsak av gräsmarker.
Följande samhällen ligger vid Loch Libo:
- Uplawmoor (581 invånare)